# 平岩重益
平岩 重益（ひらいわ しげもと）は、戦国時代の三河国の武将。徳川家康の重臣平岩親吉の祖父。

## 経歴
三河国額田郡坂崎村（現在の愛知県額田郡幸田町北部）の住人。
重益の経歴は、平岩親吉の弟正広の子孫である旗本平岩家の提出した家譜をもとにした『寛政重修諸家譜』の記載と、平岩康長ら親吉の他の弟妹の子孫である尾張徳川家家臣諸家の家譜をもとにした尾張藩編纂の『士林泝洄』の記載で大きく食い違っている。
『寛政譜』は、重益は額田郡岩津城の城主松平信光、その子親忠、その子で碧海郡安祥城の城主長親と松平氏宗家・安祥松平家の歴代に仕えた松平家被官で、額田郡の代官を務めたという。長親の子の信忠が大永3年（1523年）に嫡男清康に家督を譲って幡豆郡大浜に移った際に仕えを辞し、坂崎村に閑居して享禄3年（1530年）に没したとする。
『士林泝洄』は、重益は松平家には出仕しておらず、故あって坂崎村から戸呂（土呂）村（現在の岡崎市福岡町）に移り住み、天文19年（1550年）に没したとする。
嫡男親重（親吉の父）は松平清康に仕えた。